# Шилонен
Шило́нен (аст. Xilonen — «мать молодого маиса») — в мифологии ацтеки богиня кукурузы (двойник бога маиса Синтеотль), изобилия, домашнего очага, покровительница бедняков. Жена Тескатлипоки. Изображалась в виде женщины в жёлто-красном платье.

## Культ
На праздник в честь Шилонен 5 апреля дома украшались окроплённым кровью камышом, а домашние алтари и статуи богини — цветами. В середине лета в её честь приносили в жертву людей, чтобы умилостивить её и собрать хороший урожай маиса. Каждый сентябрь приносилась в жертву девушка. Жрецы обезглавливали её, собирали кровь и поливали ею статую богини. Далее с трупа снимали кожу, которую надевал на себя жрец.
Другие имена
- Чикомекоатль — «7 змей»
- Шканиль — «кукурузница» (у киче)